# Ivan III av Moskva
Ivan III Vasiljevitj, kallad "Ivan den store" (ryska: Ivan III Velikij eller Иван III Васильевич Великий), född 22 januari 1440, död 27 oktober 1505, var storfurste av Moskva från 1462, även kallad "Envåldshärskare över hela Ryssland".

## Biografi
Ivan III var son till Moskvafursten Vasilij II, far till Vasilij III, och farfar till Ivan den förskräcklige.
Han revolterade mot tatarernas styre genom att 1480 vägra att ge sin hyllning till Khan Ahmed.
1472 gifte han sig med Zoë Paleologos, som var brorsdotter till den siste kejsaren av Bysans. Därmed ansåg han sig vara arvtagare till Bysans och även den ortodoxa kyrkans skyddsherre.
Under hans regeringstid erövrades Republiken Novgorod, den Gyllene Horden krossades och den ortodoxa kyrkans centrum flyttades till Moskva genom Konstantinopels fall.
Ivan var en listig och maktsjuk regent och använde sig av tatarernas grymma metoder för att nå sina mål. Han förde en expansionspolitik västerut och hans kamp om Östersjön ledde till konflikt med Litauen, Sverige och Livland.
Han försökte också göra Moskva till ett nytt Rom och lockade dit duktiga italienska byggmästare, som fick till uppgift att omskapa Kreml. Bland annat skapade italienaren Aristotile Fioravanti Uspenskijkatedralen, där de framtida tsarerna skulle krönas. Under Ivan III:s styre fick Moskva också sitt första stenhus.